# Premio Nacional de Literatura de la Generalidad de Cataluña
El Premio Nacional de Literatura de la Generalidad de Cataluña (en catalán, Premi Nacional de Literatura de la Generalitat de Catalunya) fue un galardón literario que, de 1995 a 2012, concedía la Generalidad de Cataluña a los escritores que más habían destacado por su trayectoria en la literatura en lengua catalana.
El jurado que otorgaba los premios estaba presidido por el consejero de Cultura de la Generalidad. La entrega del premio se llevaba a cabo en una ceremonia que se celebraba en cualquier punto de la geografía catalana, y presidida por el presidente de la Generalidad.
El premio estaba dotado con 18.000 euros. 
El premio de la literatura formaba parte del conjunto de los Premios Nacionales de la Generalidad de Cataluña, y que se concedían en nueve categorías más: cine, danza, fomento del catalán, periodismo, patrimonio cultural, música, teatro, artes plásticas y cultura popular.

## Autores premiados
- 1995 - Joan Perucho
- 1996 - Josep Palau i Fabre
- 1997 - Pere Gimferrer
- 1998 - Miquel Martí i Pol
- 1999 - Jordi Pere Cerdà
- 2000 - Quim Monzó
- 2001 - Carme Riera
- 2002 - Baltasar Porcel
- 2003 - Màrius Sampere i Passarell
- 2004 - Emili Teixidor
- 2005 - Toni Sala
- 2006 - Biel Mesquida
- 2007 - Francesc Serés
- 2008 - Joan Margarit
- 2009 - Jaume Pòrtulas
- 2010 - Miquel de Palol
- 2011 - Marta Pessarrodona
- 2012 - Enric Casasses

- Datos: Q3045385